# Tourville-la-Campagne
Tourville-la-Campagne is een gemeente in het Franse departement Eure (regio Normandië). De plaats maakt deel uit van het arrondissement Bernay. Tourville-la-Campagne telde op 1 januari 2022 1.114 inwoners.

## Geografie
De oppervlakte van Tourville-la-Campagne bedroeg op 1 januari 2022 8,27 vierkante kilometer; de bevolkingsdichtheid was toen 134,7 inwoners per km².

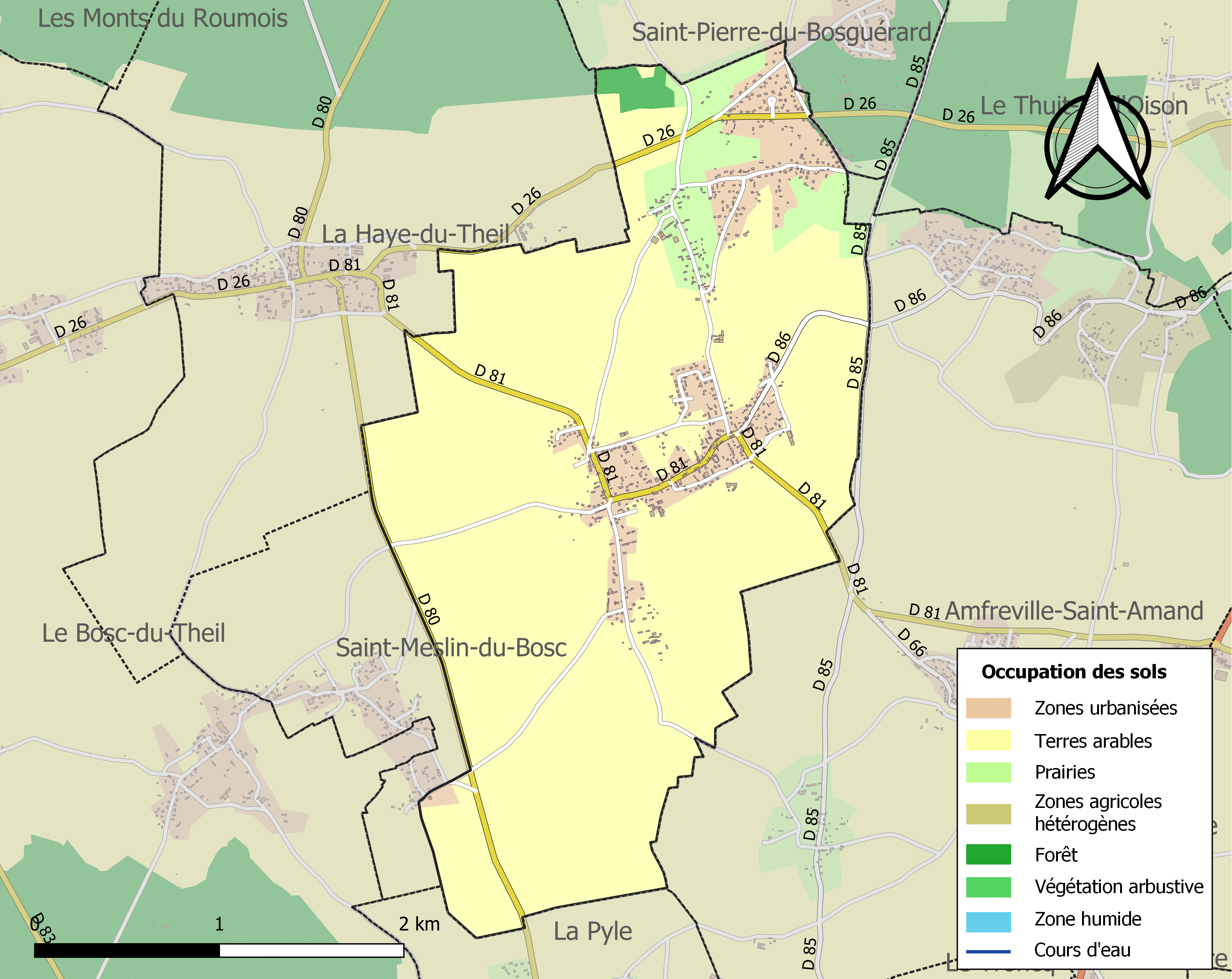
Kaart van de gemeente met belangrijkste infrastructuur, bodemgebruik en omliggende gemeenten

## Demografie
Onderstaande figuur toont het verloop van het inwonertal (bron: INSEE-tellingen).